# Western Bay
Western Bay is een gemeentevrije plaats in de Canadese provincie Newfoundland en Labrador. De plaats bevindt zich in het zuidoosten van het eiland Newfoundland.

## Geografie
Western Bay ligt aan de oostkust van Bay de Verde, een schiereiland dat op zijn beurt deel uitmaakt van het grote schiereiland Avalon. De plaats ligt aan de gelijknamige inham van de Atlantische Oceaan, nabij de noordrand van Conception Bay. Western Bay ligt aan provinciale route 70 en grenst in het noorden aan Ochre Pit Cove en in het zuiden aan Adam's Cove.

## Demografie
Zowel in 1991 als in 1996 woonden er volgens de Canadese volkstelling 444 mensen in Western Bay. In 2001 was de bevolkingsomvang echter gedaald naar 389 inwoners.
Vanaf de volkstelling van 2006 worden er niet langer aparte censusdata voor Western Bay bijgehouden. Statistics Canada beschouwt de plaats sinds dan immers als deel van de geografische eendheid Western Bay-Ochre Pit Cove.